# Jeff Richmond
Jeff Richmond (né le 7 janvier 1961 dans le comté de Portage, Ohio) est un compositeur, acteur et producteur de télévision. Il est marié à l'actrice et scénariste Tina Fey, depuis 2001.

## Filmographie

### Comme compositeur
- 2006 : 30 Rock (série TV)
- 2008 : Baby Mama
- 2017 : Mean Girls (comédie musicale)
- 2024 : Mean Girls : Lolita malgré moi (Mean Girls)

### Comme producteur
- 2006 : 30 Rock (série TV)